# ℓ進層
代数幾何学において、ℓ 進層とは、ℓ 進数体 Qℓ のようなねじれのない係数に対してエタール・コホモロジーの理論を適切に拡張するために用いられる概念である。
アレクサンドル・グロタンディークにより SGA 5 において導入され、その後ピエール・ドリーニュ

、ウーヴェ・ヤンセン
、トルステン・エケダール などにより理論が整備された。
バルガフ・バットとペーター・ショルツェはプロエタール位相を用いて ℓ 進層の理論に新たなアプローチを与えた。

## 動機
エタール・コホモロジーは、代数多様体に対する「位相的な」コホモロジー論、すなわち任意の標数で機能するようなヴェイユ・コホモロジー論を構築する目的で発展した。
そのような理論に不可欠な特徴は、標数 0 の体を係数にもつことである。
しかし、ねじれのないエタール定数層のコホモロジーは興味深い情報を含まない。
例えば、X が体 k 上の滑らかな代数多様体のとき、任意の正の整数 i に対して Hi(Xét, Q) = 0 である。
一方、定数層 Z/m は、体 k において m が可逆である限り、「正しい」コホモロジーを与える。
そのため、体 k で可逆であるような素数 ℓ に対し、X の ℓ 進コホモロジーを
{\displaystyle H^{i}(X_{\text{ét}},\mathbb {Z} _{\ell }):=\varprojlim _{n}H^{i}(X_{\text{ét}},\mathbb {Z} /\ell ^{n})},
{\displaystyle H^{i}(X_{\text{ét}},\mathbb {Q} _{\ell }):=(\varprojlim _{n}H^{i}(X_{\text{ét}},\mathbb {Z} /\ell ^{n}))\otimes _{\mathbb {Z} _{\ell }}\mathbb {Q} _{\ell }}
と定義する。
しかし、この定義は完全に満足のできるものではない。
位相空間に対する古典的な理論のように、Qℓ ベクトル空間の局所系を係数にもつコホモロジーを考えたい。
また、そのような局所系のなす圏とエタール基本群の Qℓ 上の連続表現のなす圏の間に圏同値が存在するべきである。
上の定義の別の問題点は、k が分離閉体のときにしかうまく振る舞わないことである。
その場合には、逆極限に現れるすべての群は有限生成で、逆極限をとる操作は完全である。
しかし、例えば k が代数体の場合、コホモロジー群 Hi(Xét, Z/ℓn) が有限とも、逆極限をとる操作が完全とも限らない。
これにより関手性に問題が生じる。
例えば、{\displaystyle H^{i}(X_{\text{et}},\mathbb {Z} _{\ell })} を {\displaystyle H^{i}((X_{k^{\text{sep}}})_{\text{ét}},\mathbb {Z} _{\ell })} のガロア・コホモロジーに関連付けるホッホシルト・セールスペクトル系列は一般には存在しない。
以上の考察から、エタール層の逆系のなす圏を考えるというアイデアに至る。
これによって、Qℓ 局所系のなす圏とエタール基本群の有限次元 Qℓ ベクトル空間上の連続表現の圏の間の所望の圏同値が生じる。
また、前の段落で述べた問題も、逆系の大域切断の逆極限をとる関手の導来関手を考える、いわゆる連続エタール・コホモロジーによって解決する。

## 定義
X をネータースキームとする。
X 上の ℓ 進層、または Zℓ 層とは、X 上のエタール層のなす逆系 {\displaystyle \{{\mathcal {F}}_{n}\}_{n\geq 0}} で、各 n ≧ 0 に対して射 {\displaystyle {\mathcal {F}}_{n+1}\to {\mathcal {F}}_{n}} が同型 {\displaystyle {\mathcal {F}}_{n+1}/\ell ^{n+1}{\mathcal {F}}_{n+1}\cong {\mathcal {F}}_{n}} を誘導するものである。
ℓ 進層 {\displaystyle \{{\mathcal {F}}_{n}\}_{n\geq 0}} は、
- 各 {\displaystyle {\mathcal {F}}_{n}} が構成可能（英語版）なとき構成可能であるという[10]。
- 各 {\displaystyle {\mathcal {F}}_{n}} が構成可能な局所定数層（英語版）のとき滑らか (lisse) であるという[10]。

ℓ 進層の定義に構成可能であることを含める文献もある（例えば SGA 4 1/2）。
X 上の Qℓ 層のなす圏を次のように定義する。
- 対象は X 上の Zℓ 層とする。
- 2 つの Zℓ 層 {\displaystyle {\mathcal {F}},{\mathcal {G}}} に対して、射の集合 {\displaystyle \mathrm {Hom} _{\mathbb {Q} _{\ell }}({\mathcal {F}},{\mathcal {G}})} を {\displaystyle \mathrm {Hom} _{\mathbb {Z} _{\ell }}({\mathcal {F}},{\mathcal {G}})\otimes _{\mathbb {Z} _{\ell }}\mathbb {Q} _{\ell }} と定める。

このように定義された圏の対象を X 上の Qℓ 層と呼び、Zℓ 層 {\displaystyle {\mathcal {F}}} で表される Qℓ 層を {\displaystyle {\mathcal {F}}\otimes \mathbb {Q} _{\ell }} と表記する。

## 滑らかな ℓ 進層とエタール基本群の連続表現の対応
連結なネータースキーム X とその幾何学的点 x に対して、SGA 1 では X の x におけるエタール基本群 πét1(X, x) が、X の有限ガロア被覆を分類する群として定義されている。
このとき、X 上の滑らかな ℓ 進層のなす圏は有限生成 Zℓ 加群上の πét1(X, x) の連続表現のなす圏と同値である。
同様に、Qℓ 層の場合は有限次元 Qℓ ベクトル空間上の πét1(X, x) の連続表現と対応する。
これは、代数的トポロジーにおける局所系と基本群の連続表現の間の対応の類似である（このため、滑らかな ℓ 進層は局所系と呼ばれることがある）。

## ℓ 進コホモロジー
古典的には、スキーム X 上の Zℓ 層 {\displaystyle {\mathcal {F}}=\{{\mathcal {F}}_{n}\}_{n\geq 0}} に対して、X の {\displaystyle {\mathcal {F}}} 係数 ℓ 進コホモロジーは
{\displaystyle H^{i}(X,{\mathcal {F}}):=\varprojlim _{n}H^{i}(X,{\mathcal {F}}_{n})}
と定義される。
Zℓ 層 {\displaystyle {\mathcal {F}}'=\{{\mathcal {F}}'_{n}\}_{n\geq 0}} により {\displaystyle {\mathcal {F}}={\mathcal {F}}'\otimes \mathbb {Q} _{\ell }} と表される Qℓ 層に対しては
{\displaystyle H^{i}(X,{\mathcal {F}}):=H^{i}(X,{\mathcal {F}}')\otimes _{\mathbb {Z} _{\ell }}\mathbb {Q} _{\ell }}
と定義する。
しかし、これは導来関手として定義されていないため、関手性に問題が生じる。
この問題を解決するのがウーヴェ・ヤンセンの連続エタール・コホモロジーである。
X 上のエタール層の逆系のなす圏はアーベル圏であり十分単射的対象をもつため、関手 {\displaystyle \{{\mathcal {F}}_{n}\}_{n\geq 0}\mapsto \varprojlim _{n}\Gamma (X,{\mathcal {F}}_{n})} の i 次右導来関手を考えられる。
これを逆系 {\displaystyle {\mathcal {F}}=\{{\mathcal {F}}_{n}\}_{n\geq 0}} に適用して得られるアーベル群を {\displaystyle H_{\text{cont}}^{i}(X,{\mathcal {F}})} と表し、X の {\displaystyle {\mathcal {F}}} 係数連続エタール・コホモロジーという。
エタール層の逆系 {\displaystyle {\mathcal {F}}=\{{\mathcal {F}}_{n}\}_{n\geq 0}} で各射 {\displaystyle {\mathcal {F}}_{n+1}\to {\mathcal {F}}_{n}} が全射であるものに対して、X の {\displaystyle {\mathcal {F}}} 係数連続エタール・コホモロジーはバルガフ・バットとペーター・ショルツェによるプロエタール・コホモロジーで表すことができる。

## 構成可能 ℓ 進層のなす「導来圏」
構成可能 {\displaystyle {\overline {\mathbb {Q} _{\ell }}}} 層のなす導来圏は、本質的には ℓ 進コホモロジーの場合と類似の式
{\displaystyle D_{c}^{b}(X,{\overline {\mathbb {Q} _{\ell }}}):=(\varprojlim _{n}D_{c}^{b}(X,\mathbb {Z} /\ell ^{n}))\otimes _{\mathbb {Z} _{\ell }}{\overline {\mathbb {Q} _{\ell }}}}
で表されるようなアイデアにより定義される。

ドリーニュが最初にこのアイデアに沿った定義を与えた。
その後エケダールによってより一般的な構成が与えられた。
バットとショルツェは、Qℓ の任意の（有限次とは限らない）代数拡大 E に対して、構成可能 E 層の導来圏 {\displaystyle D_{c}^{b}(X,E)} をプロエタール位相を備えた X のプロエタール景 Xproét 上の E ベクトル空間の層のなすアーベル圏の導来圏 {\displaystyle D(X_{\text{proét}},E)} の特別な対象のなす充満部分圏 {\displaystyle D_{\text{cons}}(X_{\text{proét}},E)} として実現した。